# Hugo Strauß
Hugo Strauß (Mannheim, 25 giugno 1907 – 1º novembre 1941) è stato un canottiere tedesco.

## Palmarès

### Olimpiadi
- 1 medaglia:
  - 1 oro (Berlino 1936 nel due senza)